# فاكلاف كادليك
فاكلاف كادليك (بالتشيكية: Václav Kadlec)‏ هو لاعب كرة قدم تشيكي في مركز الهجوم، ولد في 20 مايو 1992 في براغ في جمهورية التشيك. شارك مع منتخب التشيك تحت 17 سنة لكرة القدم ومنتخب التشيك تحت 18 سنة لكرة القدم ومنتخب التشيك تحت 19 سنة لكرة القدم ومنتخب جمهورية التشيك تحت 21 سنة لكرة القدم ومنتخب جمهورية التشيك لكرة القدم. أما مع النوادي، فقد لعب مع آينتراخت فرانكفورت وسبارتا براغ ونادي ميتييلاند.

## وصلات خارجية
- فاكلاف كادليك على موقع الاتحاد الدولي (مؤرشف)  (الإنجليزية)
- فاكلاف كادليك على موقع الاتحاد الأوربي (الإنجليزية)
- فاكلاف كادليك على موقع الاتحاد التشيكي (الإنجليزية)
- فاكلاف كادليك على موقع قاعدة بيانات كرة القدم.إي يو (الإنجليزية)
- فاكلاف كادليك على موقع ناشيونال فوتبول تيمز (الإنجليزية)
- فاكلاف كادليك على موقع Soccerway.com (الإنجليزية)
- فاكلاف كادليك على موقع عالم كرة القدم.نت (الإنجليزية)
- فاكلاف كادليك على موقع AS.com (الإسبانية)